# Patrik Torkelson
Hans Patrik Torkelson, född 24 april 1973 i Askims församling, Göteborgs och Bohus län, är en svensk före detta friidrottare (häcklöpare). Han tävlade för Ullevi FK.
Torkelson deltog i 110 meter häck vid EM 1994 i Helsingfors (utslagen i försöken) samt VM 1995 i Göteborg (utslagen i kvartsfinalen). Hans personbästa är 13.72 som han noterade i försöksloppet i VM 1995

## Fotnoter
1. ↑  Sveriges befolkning 1990, CD-ROM, Version 1.00, Riksarkivet (2011).